# Shapur (fils de Pabag)
Shapur (moyen perse) était un prince iranien, qui était l'avant-dernier roi de Persis de 207-210 à 211/2. Il a été remplacé par son frère cadet Ardashir Ier, qui a fondé l'Empire sassanide.

## Contexte et état de Pars
Pars (également connu sous le nom de Persis), une région au sud-ouest du plateau Iranien, était la patrie d'une branche du sud-ouest des peuples iraniens, les Perses.  C'était également le lieu de naissance du premier empire iranien, les Achéménides.  La région servait de centre de l'empire jusqu'à il a subi une conquête par le roi macédonien Alexandre le Grand (r. 336-323 av. J.-V.).  Depuis la fin du IIIe siècle ou le début du IIe siècle av. J.-C., Pars était gouvernée par des dynastes locaux soumis à l'Empire séleucide hellénistique.  Ces dynastes détenaient l'ancien titre persan de frataraka (« chef, gouverneur, précurseur »), qui est également attesté à l'époque achéménide.  Plus tard, sous le règne du frataraka, Wadfradad II (fl. 138 av. J.-C.) a été fait vassal de l'Empire parthe iranien (Arsacide).  Les frataraka ont été peu après remplacés par les rois de Persis, très probablement lors de l'accession au trône du monarque arsacide Phraatès II ( r. 132-127 av. J.-C.).  Contrairement aux fratarakas, les rois de Persis utilisaient le titre de shah (« roi ») et posèrent les bases d'une nouvelle dynastie, qu’on peut appeler les Darayanides. 

## Biographie
Le père de Shapur, Pabag, dirigeait une petite principauté dans la région de Khir, au sud du lac Bakhtegan.  Il était un vassal de Gochihr, le roi Bazrangide de la capitale perse d'Istakhr, qui était à son tour un vassal du roi des rois Arsacide.   Avec la permission de Gochihr, Pabag a envoyé son fils cadet Ardashir à la forteresse de Darabgerd pour servir sous son commandant, Tiri.  Pabag travaillait supposément comme prêtre du temple du feu d'Anahita à Istakhr, qui servait de point de ralliement aux soldats persans locaux, qui vénéraient la déesse iranienne.  L'Empire arsacide, gouverné à l’époque par Vologase V ( r. 191-208), était entretemps en déclin, en raison de guerres contre les Romains, de guerres civiles et de révoltes régionales.  L'empereur romain Septime Sévère ( r. 193-211) avait envahi les domaines arsacides en 196, et encore deux ans plus tard, avec saccager la capitale arsacide de Ctésiphon.  À la fois, des révoltes se sont passées en Médie et en Pars. 
L'iranologue Touraj Daryaee prétend que le règne de Vologasès V était « le tournant de l'histoire des Arsacides, dans la mesure où la dynastie a perdu une grande partie de son prestige ».  Les rois de Persis ne pouvaient désormais plus compter sur leurs suzerains arsacides affaiblis.  En effet, en 205/6, Pabag s’est rebellé et a renversé Gochihr, prenant Istakhr pour lui-même.   Selon al-Tabari, c'est à l'instigation d'Ardashir que Pabag s'est rebellé. Cependant, Daryaee considère cette affirmation comme peu probable et affirme que c'est en réalité Shapur qui a aidé Pabag à capturer Istakhr, comme le démontre la monnaie de ce dernier qui comporte des portraits des deux. 

Ardashir a succédé ainsi à Shapur et a conquis plus tard le reste de l'Iran, établissant ainsi l'Empire sassanide.   Un neveu d'Ardashir, Narseh, dont le nom est mentionné dans la Ka'ba-ye Zartosht, était très probablement le fils de Shapur.
1. 1 2 3  Wiesehöfer 2000a, p. 195.
2. 1 2  Wiesehöfer 2009.
3. ↑  Wiesehöfer 2000b, p. 195.
4. 1 2  Shayegan 2011, p. 178.
5. 1 2  Daryaee 2010, p. 245.
6. ↑  Kia 2016, p. 224.
7. 1 2 3  Daryaee 2012, p. 187.
8. 1 2  Wiesehöfer 1986, p. 371–376.
9. 1 2 3 4 5 6  Daryaee 2010, p. 249.
10. ↑  Daryaee 2014, p. 4.

## Sources
- Vesta Sarkhosh Curtis et Sarah Stewart, The Sasanian Era, I.B.Tauris, 2008, 1–200 p. (ISBN 9780857719720, lire en ligne)
- Touraj Daryaee, Sasanian Persia: The Rise and Fall of an Empire, I.B.Tauris, 2014, 1–240 p. (ISBN 978-0857716668, lire en ligne)
- Touraj Daryaee, The Oxford Handbook of Iranian History, Oxford University Press, 2012 (ISBN 978-0199732159), « The Sasanian Empire (224–651) »
- R. N. Frye, « Bābak (1) », dans Encyclopaedia Iranica, Vol. III, Fasc. 3, 1988, 298–299 p. (lire en ligne)
- Philippe Gignoux, « Dēnag », dans Encyclopaedia Iranica, Vol. VII, Fasc. 3, 1994, 282 p. (lire en ligne)
- (2 volumes)
- Scott McDonough, The Oxford Handbook of Warfare in the Classical World, Oxford University Press, 2013, 1–783 p. (ISBN 9780195304657, lire en ligne), « Military and Society in Sasanian Iran »
- Marek Jan Olbrycht, The Parthian and Early Sasanian Empires: Adaptation and Expansion, Oxbow Books, 2016 (ISBN 9781785702082), « Dynastic Connections in the Arsacid Empire and the Origins of the House of Sāsān »
- M. Rahim Shayegan, Arsacids and Sasanians: Political Ideology in Post-Hellenistic and Late Antique Persia, Cambridge University Press, 2011, 1–539 p. (ISBN 9780521766418, lire en ligne)
- Khodadad Rezakhani, ReOrienting the Sasanians: East Iran in Late Antiquity, Edinburgh University Press, 2017, 1–256 p. (ISBN 9781474400305, JSTOR 10.3366/j.ctt1g04zr8), « East Iran in Late Antiquity » (registration required)
- Joseph Wiesehöfer, « Ardašīr I i. History », dans Encyclopaedia Iranica, Vol. II, Fasc. 4, 1986, 371–376 p. (lire en ligne)
- Josef Wiesehöfer, « Frataraka », dans Encyclopaedia Iranica, Vol. X, Fasc. 2, 2000b, 195 p. (lire en ligne)
- Joseph Wiesehöfer, « Fārs ii. History in the Pre-Islamic Period », dans Encyclopaedia Iranica, 2000a (lire en ligne)
- Josef Wiesehöfer, « Persis, Kings of », dans Encyclopaedia Iranica, 2009 (lire en ligne)